# Forest Oaks
Forest Oaks és una concentració de població designada pel cens dels Estats Units a l'estat de Carolina del Nord. Segons el cens del 2000 tenia 3.241 habitants.

## Demografia
Segons el cens del 2000, Forest Oaks tenia 3.241 habitants, 1.227 habitatges i 1.065 famílies. La densitat de població era de 246,8 habitants per km².
Dels 1.227 habitatges en un 32,6% hi vivien nens de menys de 18 anys, en un 79,5% hi vivien parelles casades, en un 5,2% dones solteres, i en un 13,2% no eren unitats familiars. En el 12% dels habitatges hi vivien persones soles el 5,3% de les quals corresponia a persones de 65 anys o més que vivien soles. El nombre mitjà de persones vivint en cada habitatge era de 2,64 i el nombre mitjà de persones que vivien en cada família era de 2,86.
Per edats la població es repartia de la següent manera: un 22,5% tenia menys de 18 anys, un 5,4% entre 18 i 24, un 23,3% entre 25 i 44, un 35,2% de 45 a 60 i un 13,6% 65 anys o més.
L'edat mediana era de 44 anys. Per cada 100 dones de 18 o més anys hi havia 96,6 homes.
La renda mediana per habitatge era de 61.827 $ i la renda mediana per família de 67.159 $. Els homes tenien una renda mediana de 45.313 $ mentre que les dones 29.980 $. La renda per capita de la població era de 25.682 $. Entorn del 5,2% de les famílies i el 4,7% de la població estaven per davall del llindar de pobresa.

## Poblacions més properes
El següent diagrama mostra les poblacions més properes.